# Immunopathologie
Immunopathologie is een tak van de geneeskunde die zich bezighoudt met stoornissen van het menselijk immuunsysteem. In brede zin wordt de term immunopathologie ook gebruikt in verband met de schade die het immuunsysteem kan veroorzaken aan het eigen lichaam, bijvoorbeeld bij een overmatige of verkeerd gerichte immuunrespons. Voorbeelden van bekende immunopathologieën zijn auto-immuunziekten zoals reuma, SLE of juveniele diabetes, maar ook allergische reacties, steriele ontstekingen of verworven immuundeficiënties als hiv/aids. Een excessieve immuunrespons tijdens een (virale) infectie – bijvoorbeeld een cytokinestorm – is ook een vorm van immunopathologie.
Veel ziekteverwekkers brengen tijdens hun infectie schade toe aan een individu, bijvoorbeeld door toxines uit te scheiden of celprocessen te beïnvloeden. Ook het immuunsysteem zelf, dat de infectie probeert te bestrijden, kan schade toebrengen aan het lichaam. Het is daarom van groot belang dat de afweer voortdurend onder controle wordt gehouden. Hiervoor beschikt het lichaam over diverse regulerende mechanismen. 